# Fadouwa Ledhem
Fadouwa Ledhem (née le 28 septembre 1987 à Champigny-sur-Marne) est une athlète française, spécialiste des courses de fond.

## Carrière
En 2018, elle termine première française du semi-marathon de Paris, participe aux Championnats du monde de semi-marathon à Valence, remporte le titre national du 10 kilomètres à Liévin, termine sixième du semi-marathon des Jeux méditerranéens de 2018 à Tarragone, et est sacrée championne de France de semi-marathon à Saint-Omer.
Elle remporte le titre national du 10 000 mètres aux Championnats de France 2019 à Pacé.
En septembre 2021 elle remporte la Parisienne et bat le record de l'épreuve du 7 km.
Le 26 mars 2023 à Houilles, elle devient championne de France sur l'épreuve du 10 km devant Cécile Jarousseau.
Le 3 décembre 2023 elle court le marathon de Valence en 2h25'50" (RP), réalisant ainsi les minima pour les Jeux olympiques d'été de 2024 (mais non sélectionnée car devancée par plusieurs autres françaises).